# Serpentina (ozdoba)
Serpentina je hadovitá papírová ozdoba, která se hází při slavnostech, při zábavě. Klasická serpentina byl proužek tuhého, avšak lehkého papíru navinutý na cívku, která pak byla odstraněna. Tento „zámotek“ se nacházel v lepenkovém pouzdře, odkud mohl být prudkým pohybem vymrštěn a vytvořil tak barevnou spirálu, která se zachytila na oděvu nebo jiných ozdobách.